# Parc de la Fontsanta
El Parc de la Fontsanta és un parc del municipi de Sant Joan Despí, ubicat al nord-est del terme municipal, entre el barri de Les Planes i el barri de La TV3. És el resultat de la urbanització d'una riera que separava els dos barris.
A l'edat mitjana, aquesta zona era anomenada amb el nom de Gotronom o Gotremon, i més tard va ser designada amb els noms de Sant Mateu o riera de la Fontsanta. El parc de la Fontsanta està situat a Sant Joan Despí, al sud de la comarca del Baix Llobregat al marge esquerre del riu, abans del delta i a la falda de la serra de Collserola. Pren el seu nom del curs natural d'aigua, la riera de la Fontsanta, que comença a la serra de Collserola, als contraforts de Sant Pere Màrtir, aquest és un recorregut curt i amb fort pendent. Abans d'arribar al parc és canalitzada fins al riu Llobregat a través d'un col·lector, que també recull el torrent de Pont Reixat, al costat del cementiri. Espai tradicionalment ocupat per vinyes, oliveres i garrofers, avui totalment urbanitzat, forma part d'un projecte que potencia l'apropament de la natura a la ciutat i la recuperació dels sistemes naturals alterats. Una gran esplanada arbrada i un conjunt de plataformes i terrasses a diferents nivells són els elements principals, que junt al sistema de camins, conformen el parc. Gairebé tots el espais són oberts, pensats per a activitats de joc i passeig. Dintre del parc hi ha diversos equipaments municipals públics i una llar d'infants.

## Origen
Les aigües de la riera de la Fontsanta i del torrent de Pont Reixat seguien lliurement el seu camí, entre la serra de Collserola i el riu Llobregat. A l'indret del parc, la riera havia excavat el seu llit entre les vinyes, els garrofers i les oliveres. La caça hi abundava, sobretots els conills i les perdius. Molt a prop del pont del carrer Marquès de Monistrol, hi havia la Font de la Fontsanta. La gent hi anava, tot passejant, a berenar i a gaudir de l'aigua fresca de la Font. La riera era també el camí per anar del poble al cementiri.
Des de la meitat del segle xx, Sant Joan Despí va patir un fort increment de població i un creixement urbà desordenat i sense control. Els camins naturals de l'aigua es tallaven massa sovint a causa de l'onada constructiva i els desbordaments de les rieres es feien més freqüents. Als anys seixanta, per resoldre aquest problema, es va construir un col·lector per a la riera de la Fontsanta. Aquest, aviat, va resultar insuficient i vint anys després va ser substituït per un de nou.
El barranc de la Fontsanta, a l'any 1987, es va usar d'abocador. En un any s'hi van llençar 230.000 tones i es va omplir ràpidament. La Mancomunitat de Municipis, per guanyar noves parcel·les de verd, es va plantejar un nou ús per aquests terrenys. Després de realitzar els treballs previs de sanejament i estabilització dels terrenys, el 1991, se'n va recuperar un primer sector situat més amunt de la riera, a Esplugues de Llobregat. Poc després, entre 1994 i 1995, es va construir el gran parc de la Fontsanta a Sant Joan Despí.

## El parc en l'actualitat
Actualment es poden distingir diverses zones amb característiques diferents, a causa de la gran varietat de plantes i arbres, que determinen una bonica vista paisatgística. El parc a llevant del municipi forma part d'un sector de construcció recent, definit per la confluència de les dues rieres, que s'han convertit en l'eix principal de la població. Aquest sector uneix i vertebra els quatre barris de Sant Joan Despí (les Planes, barri Centre, Residencial Sant Joan i Pont del Vent-Torreblanca). El parc limita amb el dipòsit d'aigua i la zona esportiva al nord, el carrer del Marquès de Monistrol a l'est, el carrer de la Fontsanta al sud i l'avinguda de la Mare de Déu de Montserrat a l'oest.
L'esplanada del sector sud està formada por dos espai molt diferents; en un d'ells hi ha la massa vegetal més important del parc i, a l'altra, la vegetació és molt escassa. L'element verd més important és la gran arbreda lineal d'aurós i freixes que damunt d'un tapís de gespa tanca el parc per la banda sud. A l'altra banda del camí, l'espai s'obre en una àmplia plataforma per a usos urbans, on hi ha el bar i un sector per a jocs esportius.
En un punt molt destacat del parc hi ha El Mico, la família de l'home, una gran escultura de ferro i bronze que es va inaugurar el 1998. És obra del artista Xavier Medina Campeny, autor també de La Colometa, situada a la plaça del Diamant de Gràcia, a Barcelona. Aquesta escultura vol ser un crit d'alerta en defensa de la natura.

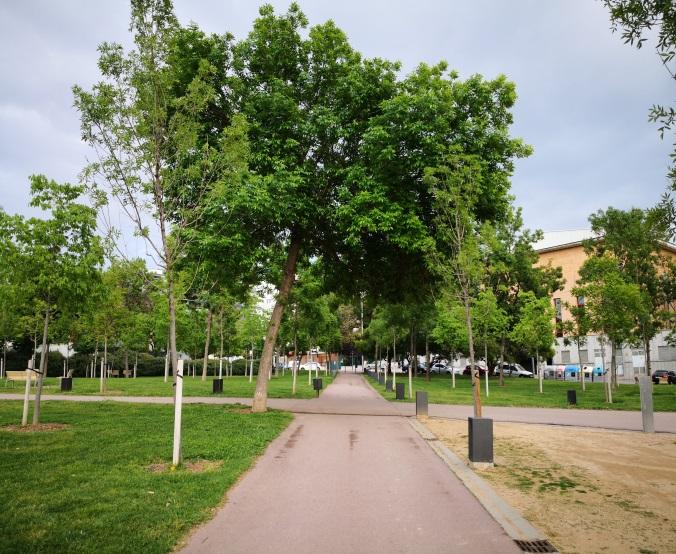
Detall del parc.

La peculiar situació del parc damunt d'un abocador en procés d'estabilització comporta, de tant en tant, l'existència de moviments d'assentament. Per això, les terrasses s'han fet amb murs de gabions (pedres dins d'una gàbia de tela metàl·lica). Aquestes plataformes de sauló, lligades al relleu per rampes i camins, permeten un ús ciutadà divers. Al parc també hi ha les piscines municipals i en una de les terrasses, tocant a la piscina, hi ha una àrea de pícnic sota les capçades de pins pinyers i tipuanes. Cap al nord-est, es veu un tram de la riera de la Fontsanta, en la seva cota original, que baixa de la muntanya de Sant Pere Màrtir, i les vinyes, que són un testimoni viu de la història agrícola de Sant Joan Despí. En aquestes vinyes hi ha plantades les varietats de raïm macabeu i merlot.
Un altre lloc d'interès és el Cementiri Municipal de Sant Joan Despí, que es va construir l'any 1894, en la confluència dels torrents del Pont Reixat i de la Fontsanta. Aleshores era a un quilòmetre del nucli urbà. El cementiri ocupa encara el seu lloc original al fons de la riera de la Fontsanta.